# Laura Ingalls Wilder

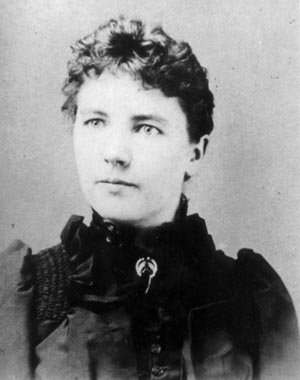
Laura Ingalls Wilder im Alter von 18 Jahren in ihrem schwarzen Hochzeitskleid

Laura Elizabeth Ingalls Wilder (* 7. Februar 1867 in Pepin, Wisconsin als Laura Elizabeth Ingalls; † 10. Februar 1957 in Mansfield, Missouri) war eine US-amerikanische Schriftstellerin. Ihre autobiografischen Romane erschienen zwischen 1932 und 1943 als Kinderbuchreihe Little House on the Prairie und wurden in den 1970er Jahren als Fernsehserie unter demselben Titel (auf Deutsch Unsere kleine Farm) adaptiert.

## Leben

### Kindheit und Jugend
Laura Ingalls wurde 1867 in Wisconsin als zweite Tochter von Caroline Lake Quiner und Charles Phillip Ingalls geboren. Ihre Eltern hatten am 1. Februar 1860 geheiratet und drei weitere Töchter, Mary, Carrie und Grace. Ein Sohn, Charles Frederick (Freddy), starb neun Monate nach seiner Geburt. 
Lauras Kindheit war geprägt von Umzügen der Familie. 1879 erblindete ihre ältere Schwester Mary, und sie nahm sich vor, selbst Geld zu verdienen, um Mary einen Aufenthalt am College zu ermöglichen. Wie bereits ihre Mutter machte auch Laura die Lehrerinnenprüfung.

### Leben als Farmerin
Am 25. August 1885 heiratete Laura Almanzo Wilder. Der knapp zehn Jahre ältere Farmer musste lange um sie werben, bis sie einer Heirat zustimmte. Obwohl sie selbst auf einer Farm aufgewachsen war, widerstrebte ihr der Gedanke, als Farmerin zu leben. Almanzo machte ihr daraufhin den Vorschlag, dieses Leben vier Jahre lang zu testen. Am 5. Dezember 1886 kam Lauras und Almanzos einzige Tochter auf die Welt, die spätere Autorin Rose Wilder Lane. Ihr unbenannter Sohn starb 1889 kurz nach der Geburt. Die vier Jahre auf der Farm waren geprägt von Schicksalsschlägen. Durch einen Unfall brannte das Haus nieder, und kurz darauf erkrankten sowohl Laura als auch Almanzo an Diphtherie.
Wie sie es sich immer gewünscht hatte, zog Laura mit Almanzo und Rose in den Westen, um ein neues Leben zu beginnen. 1894 ließen sie sich in Mansfield nieder und kauften eine Farm, die sie Rocky Ridge Farm nannten. Beide arbeiteten hart.

### Gesellschaftliche Haltung und Tod
Laura Ingalls Wilder bezog in ihren Erzählungen immer wieder Stellung zu gesellschaftlichen, aber auch ethischen Problemen. Ihre Philosophie ist geprägt von einer tiefen, aber auch pragmatischen Gläubigkeit. So war sie keine im klassischen Sinn Progressive, jedoch immer offen für Neues. Sie hatte offensichtlich keine großen Probleme damit, dass ihre Tochter Rose Wilder Lane zu Beginn des 20. Jahrhunderts aktiven Kontakt zu Suffragetten hatte. Laura überlebte ihren Mann, der 1949 starb, um acht Jahre. Sie selbst starb drei Tage nach ihrem 90. Geburtstag.

## Bücher
Rose Wilder Lane drängte ihre Mutter, ihre Notizen aus Jugend- und Kindertagen in einem Buch zusammenzufassen. Die erste Buchfassung wurde jedoch abgelehnt. Erst nach der Umwandlung ihrer Lebensgeschichte in ein Kinderbuch nahm ein Verlag das Buch an. Laura Ingalls Wilder schrieb insgesamt neun Bücher über ihr Leben. Weiterhin verfasste sie ab 1894 zahlreiche Zeitungsartikel und zahlreiche Essays, die inzwischen in Samplers veröffentlicht worden sind.

## Rezeption
- 1954 erhielt Wilder den ersten nach ihr benannten Preis der American Library Association, den Laura Ingalls Wilder Award, für große Verdienste um die Kinderliteratur.[1] 2018 wurde der Preis in Children’s Literature Legacy Award umbenannt, nachdem in einer Untersuchung in Wilders Büchern Hinweise auf rassistische Stereotype festgestellt worden waren.[2] Wilder selbst änderte noch zu ihren Lebzeiten eine Textstelle in Little House on the Prairie, in der sie geschrieben hatte, in Kansas hätte es no people, only Indians („keine Menschen, nur Indianer“) gegeben. An dieser Stelle steht nun no settlers, only Indians („keine Siedler, nur Indianer“).[3]
- Zahlreiche Schulen, Bibliotheken und Straßen in den USA sind nach ihr benannt.
- 1991 wurde der Asteroid (4875) Ingalls nach ihr benannt.[4]
- Es gibt zahlreiche Laura-Ingalls-Wilder-Gesellschaften, vor allem in den USA, aber z. B. auch in Japan.
- In einer Auflistung vom 2. April 2015 zählte die BBC Wilders Little House on the Prairie zu den elf bedeutendsten Kinderbüchern.[5]

## Werke
- Unsere kleine Farm. Ueberreuter Verlag, Wien 1995 ff.
  1. Laura im großen Wald („Little House in the Big Woods“). 1995, ISBN 3-8000-2200-1.
  2. Laura in der Prärie („Little House on the Prairie“). 1995, ISBN 3-8000-2201-X.
  3. Laura und ihre Freunde („On the Banks of Plum Creek“). 1995, ISBN 3-8000-2202-8.
  4. Laura am Silbersee („By the Shores of Silver Lake“). 1995, ISBN 3-8000-2203-6.
  5. Laura und der lange Winter („The Long Winter“). 1995, ISBN 3-8000-2204-4.
  6. Laura in der kleinen Stadt („Little Town on the Prairie“). 1980, ISBN 3-8000-2205-2.
  7. Lauras glückliche Jahre („These Happy Golden Years“). 1997, ISBN 3-8000-2206-0.
  8. Almanzo und Laura („The First Four Years“). 1997, ISBN 3-8000-2523-X.
- Farmer Boy. Neuausg. HarperTrophy, New York 1994, ISBN 0-06-440003-4.

## Verfilmungen
Unsere kleine Farm wurde mehrfach für das Fernsehen adaptiert:
- Unsere kleine Farm (US-Fernsehserie, 1974–1983), die mit dem Leben der historischen Laura Ingalls Wilder nur wenig zu tun hat.
- Sōgen no Shōjo Laura (japanische Zeichentrickserie, 1975–1976)
- Beyond the Prairie: The True Story of Laura Ingalls Wilder (US-Fernsehfilm, 2000) und Teil 2 (2002)
- Unsere kleine Farm (Miniserie 2004, 6 Episoden, Regie: David L. Cunningham)